# Публий Корнелий Руфин Сула
Вижте пояснителната страница за други личности с името Публий Корнелий Руфин.
Публий Корнелий Руфин Сула (на латински: Publius Cornelius Rufinus Sulla) e политик на Римската република от род Корнелии, клон Руфини. Той вероятно е син на Публий Корнелий Сула (фламин), внук на Публий Корнелий Руфин (консул 290 пр.н.е.) и баща на Публий Корнелий Руфин Сула, (претор 186 пр.н.е.)
От 215 до 212 пр.н.е. е в колегията на децемвирите. През 212 пр.н.е. Публий e flamen dialis, градски претор и претор отговарящ за чужденците. В отсъствието на консулите, отговаря за управлението на града. По поръчение на сената, организира за пръв път фестивала Ludi Apollinares в чест на Аполон на Circus Maximus.